# Chapelle Notre-Dame-de-Lourdes de Moustoir-Ac
La chapelle Notre-Dame-de-Lourdes était un lieu de culte catholique de Moustoir-Ac, dans le Morbihan. Elle est aussi appelé chapelle de la Congrégation.

## Localisation
Elle est située au bourg de la commune de Moustoir-Ac, à quelques mètres de l'église Sainte-Barbe et de la mairie.

## Histoire

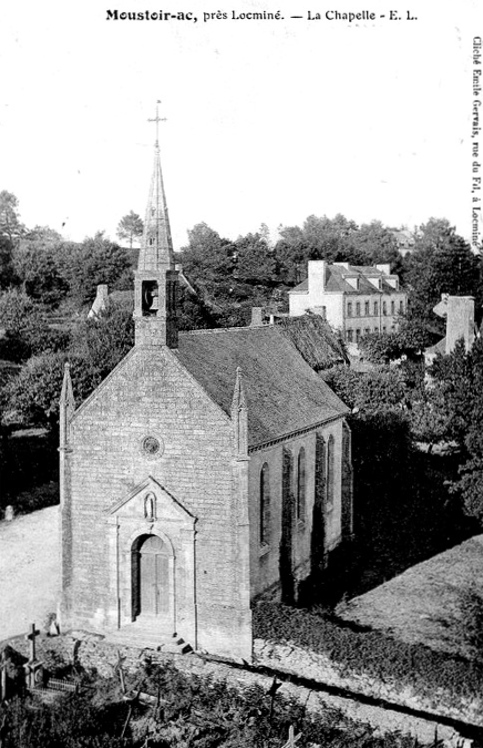
Moustoir-Ac : la chapelle de la Congrégation vers 1925 (carte postale Émile Gervais).

La chapelle Notre-Dame-de-Lourdes est terminée en 1888 pour le service de la congrégation des jeunes filles. Elle est bénie par le vicaire général le 8 septembre 1890. Les vitraux datent de 1887.
Elle est désaffectée depuis 65 à 85 ans. Elle a servi de chambre mortuaire, de lieu de mariage, de salle de réunion, de salle de catéchèse, de salle de théâtre et, pour terminer, de lieu de stockage public.
Elle est fermée depuis 2008 pour des raisons de sécurité car elle s'enfonce dans la terre, les murs s'écartent, la toiture n'est plus étanche et des pierres sont déjà tombés.
Depuis 2015, la chapelle et une maison attenante étaient en travaux pour devenir un espace multi-service. Le 17 mai 2019 a lieu l'inauguration du Trait d'Union, le nom donné à ce bâtiment. La chapelle est désormais un lieu qui réunit médiathèque, salle de réception, point d'accueil et d'informations sur les circuits de randonnée de la commune.

## Architecture
La chapelle affecte un plan rectangulaire, d'environ 20 × 10 m.
Avant que la chapelle devienne le Trait d'Union, la façade était bordée de contreforts à pinacles pyramidaux. La porte en plein cintre possédait deux pilastres toscans et un fronton triangulaire, dont la niche abritait une statue de la Vierge. La nef aux trois travées se terminait par un chœur polygonal. La chapelle possédait neuf vitraux.
À l'intérieur, un vitrail était dédié à sainte Germaine Cousin. Il y avait une statue de sainte Jeanne d'Arc.

## Galerie

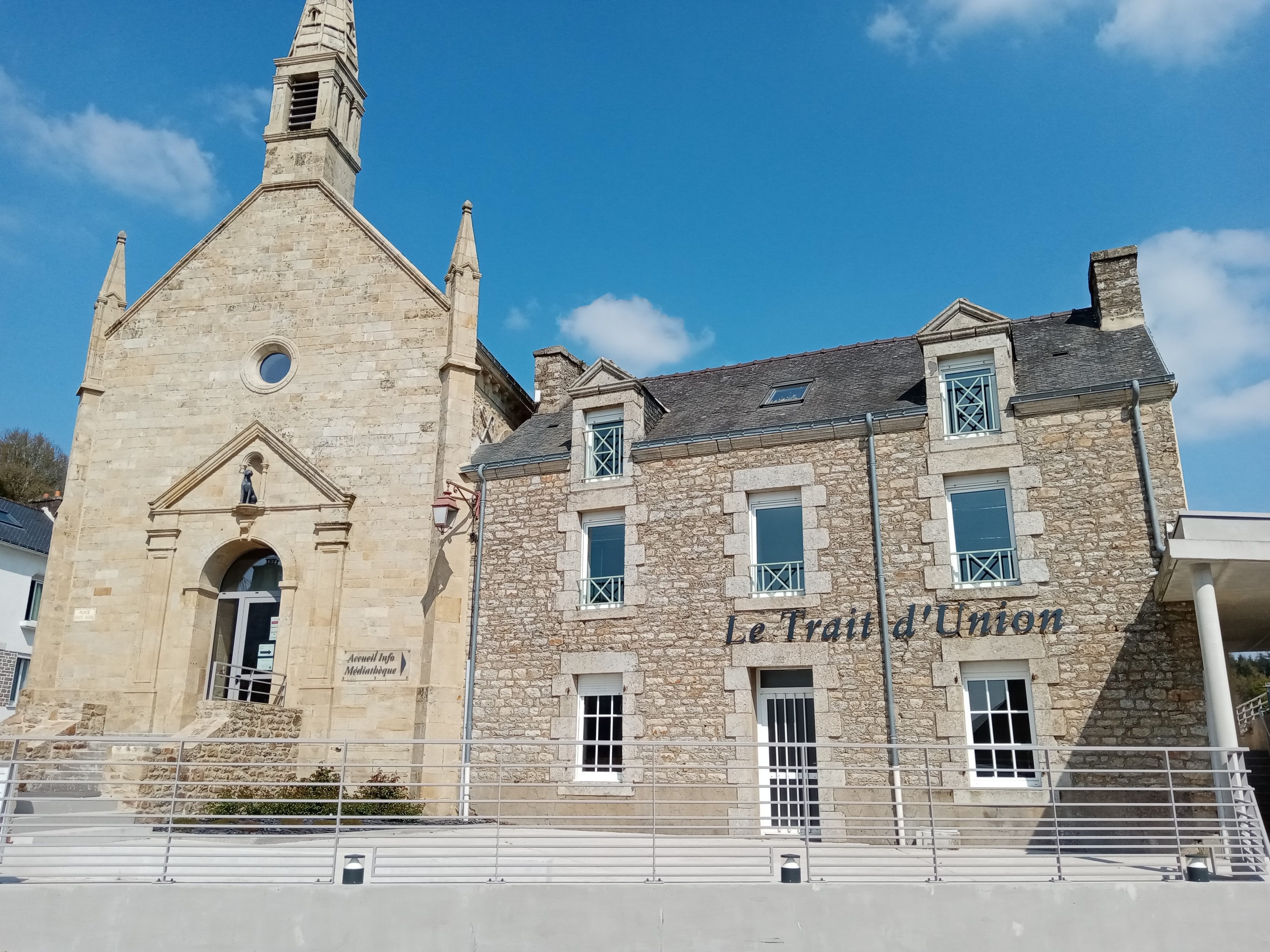
Vue générale de la chapelle et du Trait d'Union
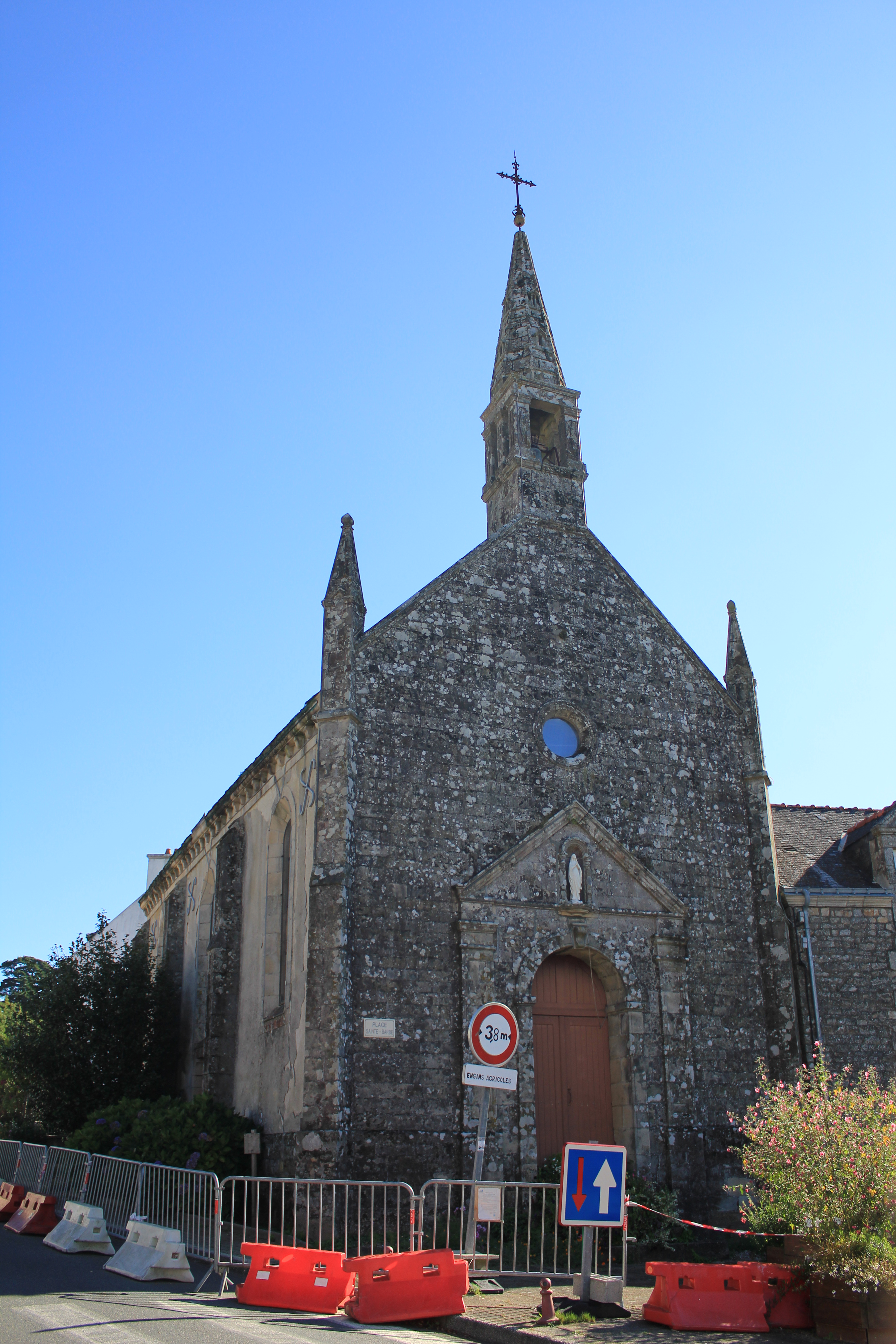
La chapelle avant la restauration
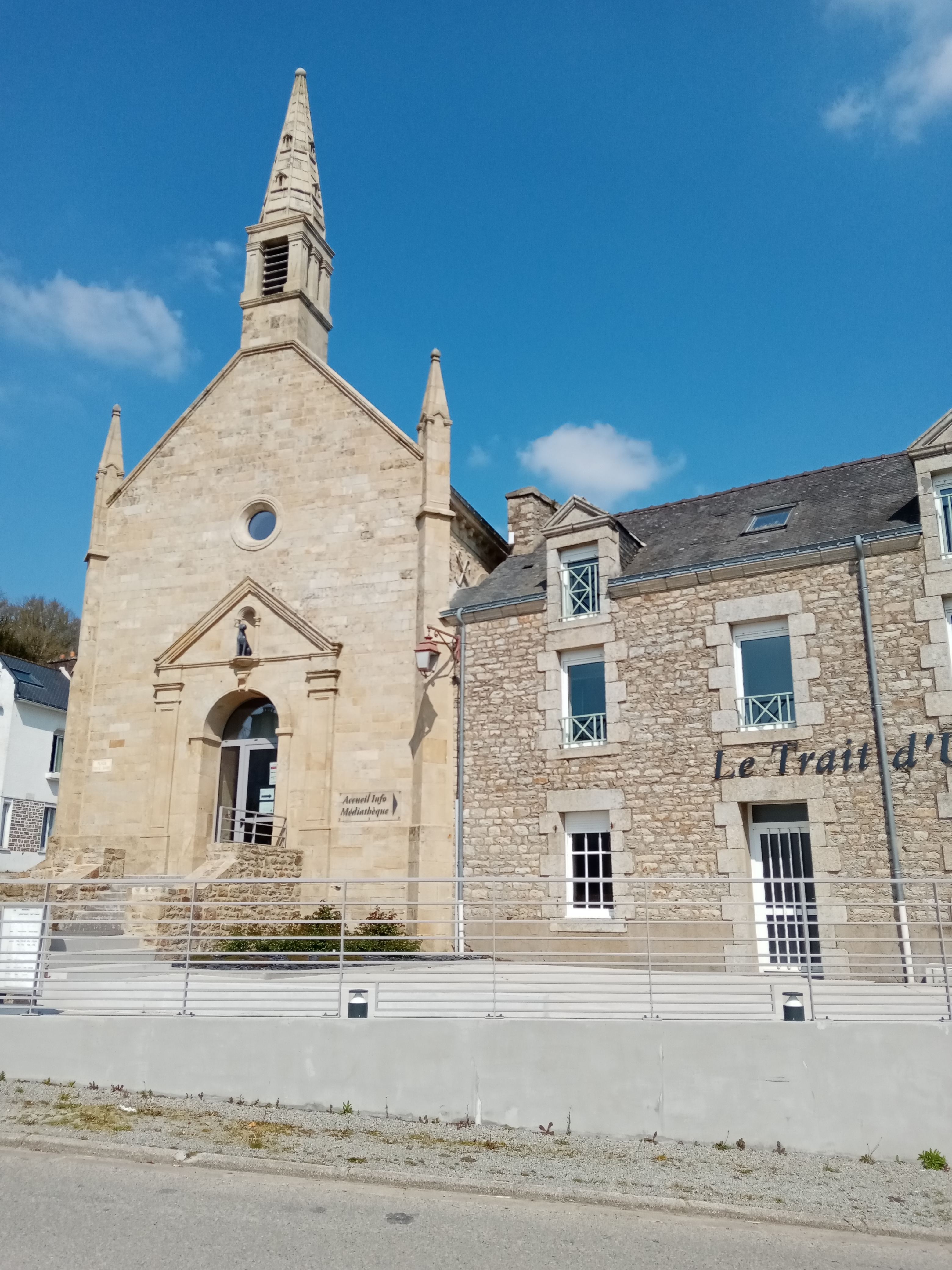
La chapelle actuellement